# Robotické svařování
Robotické svařování je svařování pomocí programovatelného robotického ramene, které zajišťují automatizaci svařovacího procesu a pohybu.
Svařovací roboty jsou mechanizované (robotizované) programovatelné pomůcky (stroje), které kompletně automatizují proces svařování, jak prováděním svaru, tak i manipulací s dílem. I když je svařování v ochranné atmosféře tavící se elektrodou často automatizované, je někdy (většinou) nutná obsluha pro přípravu materiálů, které mají být svařovány. Svařovací robot se běžně používá pro obloukové svařování a odporové bodové svařování ve strojním a v automobilovém průmyslu. Méně často se takse roboty používají pro laserové svařování, řezání, nebo pájení, apod. Nejčastěji se ke svařování používají upravené šestiosé průmyslové roboty jejichž konstrukce je převážně užší pro lepší dostupnost a často jsou i s dutými rameny, kde je možné vést energetické kabely. 
Tato metoda umožňuje účinnější, rychlejší, přesnější a stabilnější svařování v porovnání s tradičním manuálním svařování. Podle konstrukce robotů je možné provádět různé typy svařování včetně MIG/MAG, TIG, plazmové svařování, atd.
Robotické svařování je velmi přesné, což umožňuje vysokou konzistenci spoje a kvalitu svarů. Navíc robotické svařování může být prováděno v nebezpečných prostředích, jako jsou například vysoké teploty, vysoká úroveň hluku nebo vysoké množství škodlivých plynů a prachu, což snížuje riziko úrazů a možných zdravotních problémů obsluhy.
Dle prostřední, ve kterém je robot provozován a konstrukce stroje je nutné provádět údržbu stroje k dosažení delší životnosti stroje.

## Vlastnosti

### Hlavní výhody robotického svařování
- Vyšší produktivita díky rychlejšímu svařování
- Přesnější svařování
- Větší bezpečnost a ochrana pro operátory (díky vzdálenému ovládání robota)
- Snižení nákladů na pracovní sílu, protože robot je schopen pracovat bez ohledu na člověka a jeho svařovací zkušeností

### Hlavní nevýhody robotického svařování
- Vysoké pořizovací náklady na robotické stroje a jejich údržbu
- Náklady na školení a programování robotů
- Omezená flexibilita v porovnání s manuálním svařováním
- Možné problémy s kvalitou svařování, např. v případě nesprávného nastavení nebo naprogramování

## Metody programování
- On-line programování robotů se provádí přímo na pracovišti robota za pomocí ovládacího panelu, tzv. Teach-pendantu. Tento typ programování je vhodný spíše na jednodušší díly, kde není  mnoho trajektorie, ale je nezbytné pro případné dokorigování programů.
- Off-line programování robotů se používá čím dál častěji a přináší mnoho výhod. Princip této metody spočívá v práci s počítačovým softwarem, kde se ve 3D modelů pracoviště připraví program. Jednotlivé body, trajektorie, svařovací parametry a další činnosti se vytvářejí přímo v softwaru bez nutností přítomnosti robota kterým tak nemusí být pozastaven pro naprogramování. Tato metoda jde pak rozšířit o různé aplikace a podobně. Například i o virtuální realitu, jak to má firma Valk Welding (VRPS).

## Metody vyhledávání svarů
Dotykové systémy
1. Vyhledávání pomocí drátu
2. Vyhledávání pomocí hubice
3. Taktilní snímače

Bezdotykové systémy
1. Kamery
2. Laserové systémy
3. Sledování elektrického oblouku (TAST)

## Příklady používaných svařovacích robotů
- FANUC
- IGM
- ABB - Nejčastěji se využívají pro tenké plechy, např. v automobilovém průmyslu.
- Yaskawa
- Kawasaki
- CLOOS
- KUKA
- Valk Welding (upravený Panasonic)